# Merten de Keyser
Martin ou Merten de Keyser, aussi connu sous les noms de Martin Lempereur, Martinus Caesar, et Martyne Emperowr, né en France, mort à Anvers en 1536, est un imprimeur français.

## Biographie
On ne sait pas grand-chose sur sa vie, sinon qu'il se marie à Paris avec Françoise La Rouge, fille de l'imprimeur Guillaume Le Rouge, dont il reprend l'atelier en 1517.
En 1525, il doit s'exiler à Anvers après qu'une série d'interdits aient été promulgués contre les traductions en langue vulgaire des écrits sacrés. Là, on lui doit la publication d'ouvrages de Jacques Lefèvre d'Étaples dont sa traduction de la première bible en français. Il imprime également un grand nombre d'ouvrages en latin (sous le nom Martinus Caesar), en flamand (i.e. : Merten de Keyser) et en anglais (i.e. : Martyne Emperowr). Sous ses presses paraissent pour la première fois une version complète de l'Ancien Testament en langue anglaise, ainsi que les premiers ouvrages du réformateur William Tyndale qui sera d'ailleurs exécuté à Vilvoorde en 1536, l'année de la mort de Merten. Sa veuve continue de s'occuper des presses quelques années.